# کیت فینچ
کیت فینچ (انگلیسی: Keith Finch؛ زادهٔ ۶ مهٔ ۱۹۸۲) بازیکن فوتبال اهل بریتانیا است.
از باشگاه‌هایی که در آن بازی کرده‌است می‌توان به باشگاه فوتبال گیتزهد، باشگاه فوتبال اسپنیمور تاون، باشگاه فوتبال بیشاپ اوکلند، و باشگاه فوتبال دارلینگتون اشاره کرد.